# John Linnell

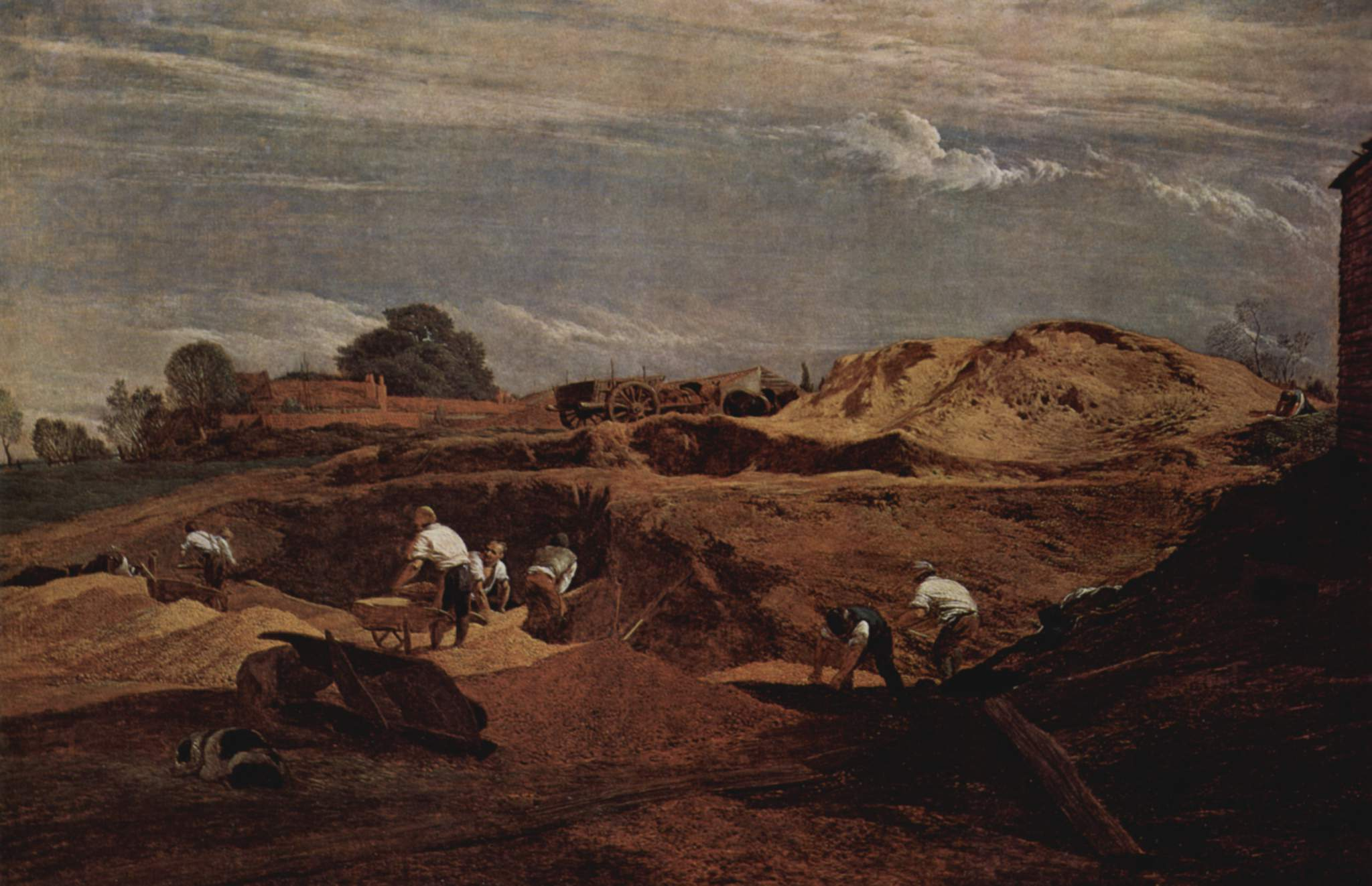
Piaskarnia w Kensington, ok. 1811/2

John Linnell (ur. 16 czerwca 1792 w Bloomsbury, zm. 20 stycznia 1882 w Redhill) – brytyjski malarz, grafik i miniaturzysta.
Wychowywał się w środowisku artystycznym, jego ojciec James, był rzeźbiarzem. Od wczesnego dzieciństwa wykazywał ponadprzeciętne uzdolnienia artystyczne, uczył się początkowo u Benjamina Westa. Później spędził rok w domu Johna Varleya, gdzie zdobywał wiedzę obok przyszłych malarzy Williama Hunta i Williama Mulready. W trzynastym roku życia podjął studia w Royal Academy, gdzie później wystawił około 170 swoich prac.
John Linnell był utalentowanym i wszechstronnym artystą, posługiwał się techniką olejną i akwarelą, tworzył miniatury i grafiki np. mezzotinty. Sławę i znaczny majątek zdobył malując portrety i miniatury, jednak jego prawdziwym powołaniem były sielankowe pejzaże, które malował pod wyraźnym wpływem mistrzów holenderskich. Był przyjacielem i sponsorem Williama Blake`a, opiekował się też z Samuelem Palmerem, który później został jego zięciem. Był także przyjacielem malarza Edwarda Thomasa Daniella (1804–1842).
Około 1850 Linnell porzucił dochodowe malowanie portretów i osiadł na stałe w Redhill w hrabstwie Surrey, gdzie zajął się głównie malarstwem pejzażowym. Był głęboko wierzącym baptystą, studiował Biblię w oryginale i wydał kilka broszur i większych traktatów poświęconych krytyce biblijnej. Był dwukrotnie żonaty, w latach 1817-1865 z Mary Ann Palmer, z którą miał dziewięcioro dzieci. Po śmierci pierwszej żony ożenił się ponownie w 1866 z Mary Ann Budden, która przeżyła go o cztery lata. Syn Johna z pierwszego małżeństwa, William Linnell również został malarzem.